# برنار گوییو
برنار گوییو (فرانسوی: Bernard Guyot‎؛ (زادهٔ ۱۹ نوامبر ۱۹۴۵ – درگذشتهٔ ۱ مارس ۲۰۲۱) دوچرخه‌سوار اهل فرانسه بود.
از باشگاه‌هایی که در آن رکاب زده بود می‌توان به پلفورت–سوواژ–لوژان اشاره کرد.